# پوکهانتس (آیووا)
پوکهانتس (به انگلیسی: Pocahontas) شهری در ایالت آیووا کشور ایالات متحده آمریکا است که جمعیت آن در سرشماری سال ۲۰۱۰ میلادی، ۱٬۷۸۹ نفر بوده‌است.